# Chalet Girl
Chalet Girl è un film del 2011 diretto da Phil Traill.

## Trama
In Inghilterra, Kim Mathews, 19enne ex campionessa di skateboard, dopo aver abbandonato questa sua passione in seguito alla morte della madre in un incidente stradale, ora lavora malvolentieri in uno squallido fast food per mantenere sia il padre che se stessa.
Poiché hanno entrambi bisogno di più soldi per pagare le bollette, Kim cerca un lavoro con uno stipendio migliore: così la sua migliore amica le propone la "chalet girl", "ragazza dello chalet", ossia lavorando in lussuosi chalet posseduti da miliardari. Dopo aver fatto il colloquio ed essere stata scartata perché "priva di portamento", la ragazza viene inaspettatamente richiamata all'ultimo minuto, poiché l'attuale chalet girl si è infortunata. Arrivata sulle ricche e lussuose Alpi Italiane e Austriache, trova un'altra chalet girl, la bellissima e bionda Georgie, chiamata per "addestrare" Kim: all'inizio le due non si piacciono affatto poiché poli opposti; in più Kim non ha mai messo gli sci ai piedi, e non sa neanche fare snowboard. Col tempo però le due ragazze fanno amicizia, concordando sul fatto di odiare i propri capi, i ricchi e snob proprietari dello chalet.
Un giorno arriva la famiglia che possiede davvero lo chalet: il riccone Richard, la sua sofisticata moglie Caroline, e il loro figlio, Jonny, di cui Kim si invaghisce subito: peccato che con loro sia venuta anche la fidanzata di Jonny, Chloe. Oltre a loro c'è anche il fratello di Chloe e la guida alpina tuttofare Bernhardt. 
Vedendola voler imparare a fare snowboard, Mikki, "single, dalla Finlandia", la aiuta e le insegna, notando il suo talento naturale, essendo già eccellente nello skateboard: addirittura la convince a partecipare a una gara di snowboard con un premio di 25.000 euro.
Georgie, ormai amica di Kim, avendo scoperto che è il suo compleanno, una sera la porta in un night club, dove ballano, si sballano e si ubriacano: a notte fonda, tornati allo chalet, il gruppo di giovani, Kim, Georgie, Mikki e la migliore amica di Georgie, Jules, decidono di buttarsi completamente nudi nella vasca idromassaggio. Da questo momento, anche se era evidente già da prima che andavano a letto insieme, Georgie e Mikki iniziano a frequentarsi.
Unico momento buio della serata: quando Kim, sbronza persa, esce dalla vasca per buttarsi della neve addosso con lo sparaneve, Jonny (con Chloe, il fratello di quest'ultima e Bernhardt, che non aveva avvisato le ragazze) torna allo chalet prima del previsto e la vede completamente nuda. La mattina dopo, sgridate e ammonite dal ragazzo, Georgie e Kim ripuliscono la casa dopo i danni commessi durante la festa della notte prima. Nel frattempo, Kim continua ad allenarsi duramente, anche se nella sua mente spesso riappaiono le traumatiche immagini dell'incidente d'auto che uccise sua madre, ed è sconfortata.
Un pomeriggio Jonny scherzando vuole farsi insegnare da Kim a fare snowboard e, dopo una divertente giornata sulla neve, i due si baciano brevemente, finendo per fare sesso. Lo spione Bernhardt, però, li ha visto sulle piste insieme, ed ha avvertito Caroline, la madre di Jonny: infatti il giorno dopo li sorprende di nuovo insieme e ricorda furiosa a Jonny che egli è fidanzato ufficialmente con Chloe.
Kim perciò fa le valigie, lasciando lo chalet imprecando, sconvolta e irata perché Jonny le ha mentito. Prima che parta, però, inaspettatamente le telefona suo padre, che la convince a restare lì e provare a vincere la gara di snowboard, dicendo che è quello che avrebbe voluto sua madre: vederla finalmente realizzata e vincitrice. Nel frattempo, in un bellissimo salone ottocentesco di Londra, Jonny rompe con Chloe, durante la loro festa di fidanzamento, davanti a tutti gli invitati: perciò Chloe gli chiede se il suo rifiuto sia dovuto al fatto che è innamorato di Kim, cosa che lui conferma; subito il giovane telefona a Kim per informarla di aver lasciato Chloe per lei, cosa che sembra non toccare per niente la ragazza.
Arriva il giorno della gara, alla quale partecipano anche Kim e Mikki: quest'ultimo non riesce a fare il salto e finisce per rompersi un braccio, cosa che gli fa lasciare la gara; invece Kim passa perfettamente tutti gli ostacoli fino al salto in alto: tuttavia qui si ferma, ricordandosi ancora dell'incidente, ultima volta che vide sua madre. Finisce per piazzarsi al 21º posto, proprio a un pelo dal raggiungere i primi 20 finalisti. Da riserva, avrà la possibilità di partecipare solo se qualche finalista si ritirerà: ironia della sorte, proprio in quel momento la reale medaglia d'oro di snowboard Tara Dakides si ritira e cede il posto a Kim.
Nella sua seconda ed ultima occasione, Kim supera tutti gli ostacoli e i salti e, vedendo all'ultimo ostacolo sua madre che la incoraggia tra la folla, atterra perfettamente, e vince. Jonny, tornato dopo aver rotto con Chloe, riappare a Kim e si scusa: i due scherzano e si baciano, pronti a ricominciare. Intanto Richard e Caroline stanno guardando la competizione in TV, quando la telecamera coglie proprio Kim e Jonny che si baciano: la donna, vedendo la felicità di suo figlio con Kim, ci rinuncia e accetta la loro relazione.

## Produzione

### Cast
Per il ruolo della protagonista Kim (per cui aveva fatto l'audizione anche Georgia King, che poi ha interpretato Jules), la produttrice Pippa Cross ha scelto Felicity Jones conoscendola già dal set di 10 anni prima di dopo un periodo di dieci anni della serie BBC The Archers: a dire della Jones, a convincerla ad accettare il personaggio, descritto come "una bestia spiritosa e vivace", è stata anche la collaborazione col regista Phil Traill. Mentre il collega Ed Westwick, avendo già sciato molto in precedenza, ha fatto una sola lezione, l'attrice si è dovuta allenare per 6 ore al giorno per 4 settimane prima di iniziare le riprese vere e proprie.
Per quanto riguarda la parte del coprotagonista maschile Jonny, è stato scelto Ed Westwick, all'epoca molto in voga perché era Chuck Bass in Gossip Girl, per "cambiare genere" e finalmente interpretare un "bravo ragazzo"; in più, l'attore aveva già praticato sci da piccolo, fino a quando aveva 12 anni.
Brooke Shields, la madre di Jonny, Caroline, si è detta "onorata" di lavorare con Bill Nighy, suo marito Richard nel film; così come Tamsin Egerton, Georgie amica di Kim, si è affezionata presto al progetto, essendo, a parole sue, "ansiosa di lavorare con Felicity Jones".
Invece il comico Bill Bailey, "contento del film", è stato scelto per vestire i panni del padre di Kim, Bill, poiché con Phil Traill si conosceva da molto, avendo i due abitato per molto tempo nello stesso viale.
Ken Duken è stato scelto per interpretare il tonto Mikki dopo aver incontrato i produttori al Festival di Berlino del 2010, mentre infine Tara Dakides, snowboarder professionista e vincitrice della medaglia d'oro alle Olimpiadi, ha incontrato per la prima volta il regista nell'estate del 2009, e ha detto di essersi sentita "estremamente lusingata oltre che terrorizzata" di interpretare sé stessa sullo schermo.

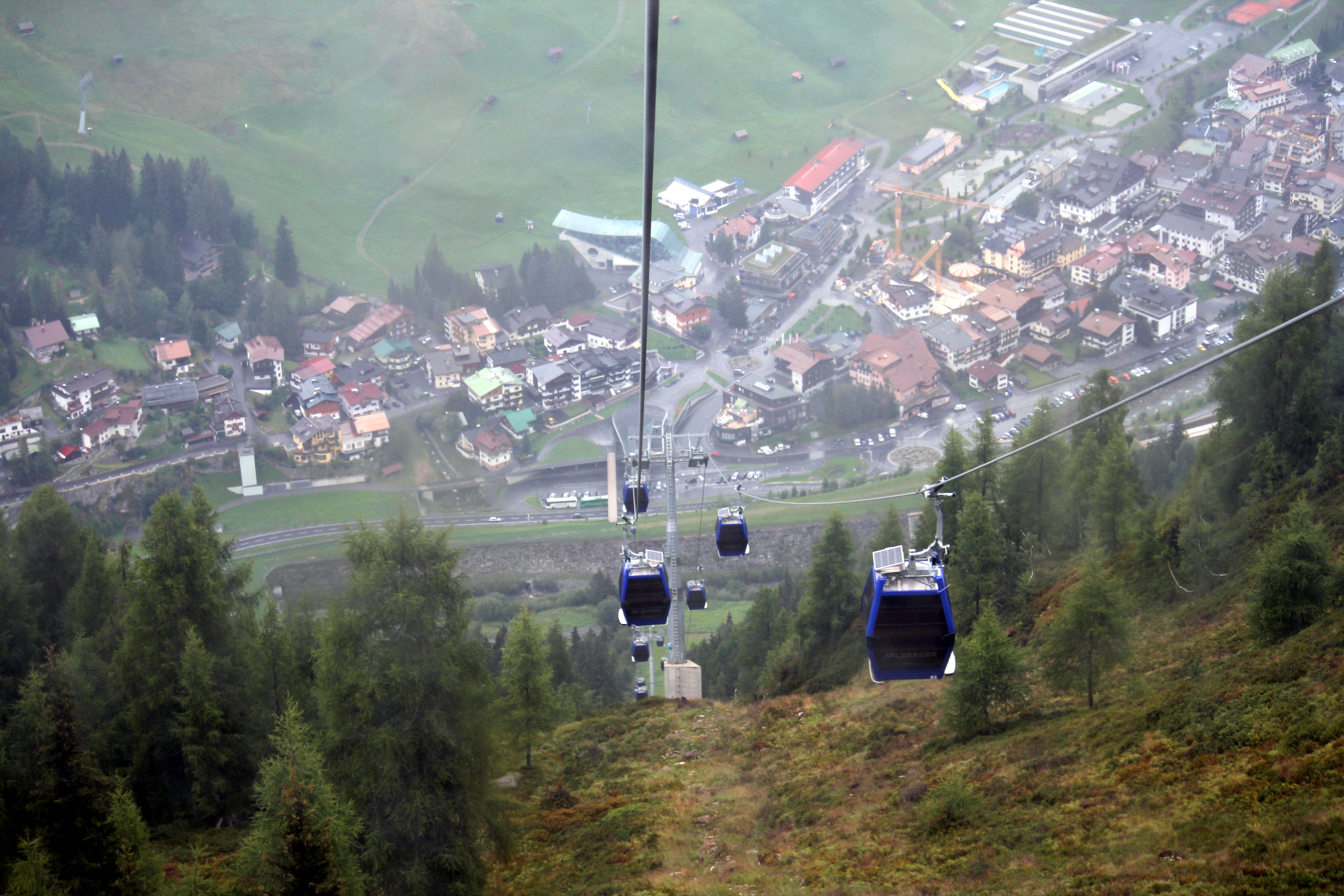
Panorama di Sankt Anton am Arlberg, scenario delle riprese

### Riprese
Le riprese del film hanno avuto luogo, per circa due mesi, nella bella e ricca Sankt Anton, sul Tirolo, tra Trentino-Alto Adige ed Austria occidentale: in particolare le scene nel villaggio sperduto si sono svolte a Garmisch-Partenkirchen, in Germania, mentre la scena della festa di fidanzamento al Grand Hotel Sonnenbichl, lì vicino.
Le riprese sono state interrotte solo una volta, quando una montagna è stata evacuata per un'allerta tormenta di neve.

## Distribuzione
Il film è uscito, prima in Europa, nelle sale cinematografiche inglesi il 23 febbraio 2011, mentre negli altri Paesi:
- Germania, 17 marzo
- Russia, 14 aprile
- Ucraina, 14 aprile
- Grecia, 5 maggio
- Australia, 1 settembre
- Israele, 6 ottobre
- Stati Uniti d'America, 14 ottobre
- Canada, 21 febbraio 2012
- Spagna, 13 giugno 2012
- Svezia, 6 febbraio 2013
- Italia, 21 luglio 2016
- Giappone, 2 dicembre 2016
- Polonia, 14 novembre 2019

### Divieti
Il film, per "contenuto sessuale e linguaggio volgare", negli Stati Uniti così come in tanti altri Paesi, è stato valutato come R (vietato ai minori di 17 anni), mentre in Italia solo ai minori di 12 anni.

## Accoglienza

### Incassi
Nel Regno Unito, il film ha raggiunto il 1º posto nella classifica dei migliori incassi della settimana, con oltre 680mila sterline nei soli primi 5 giorni di proiezioni. In totale il film ha raggiunto un incasso complessivo di 5 milioni di dollari, a fronte di un budget di circa 8 milioni.

### Critica
Sul sito web Rotten Tomatoes il film riceve il 77% delle recensioni professionali positive, con un voto medio di 5,9/10, basato su 43 recensioni; mentre su Metacritic ottiene un punteggio medio di 46 su 100, indicando "recensioni contrastanti o nella media".
Den of Geek, dando al film soltanto 2 stelle, ha descritto le sue battute come "terribili"; così come, per The Guardian, Peter Bradshaw ha assegnato 2 stelle, definendolo "sciocco, anche se piacevole".
Al contrario The Telegraph ha ben accolto il film, elogiando soprattutto la performance di Bill Bailey. Infine Film4, con un voto di 3 stelle e mezzo, ha scritto che Chalet Girl è stata "la prima commedia britannica finora che non ti farà venire voglia di accecarti infilarti spilli negli occhi!".